# NIC-52
La NIC-52  es una importante carretera nacional clasificada como colectora principal en Nicaragua. Esta vía comienza en el Oeste en Puerto Sandino, Departamento de León y culmina en el Este en la NIC-12/NIC-22B en el departamento de León.

## Extensión
Con una extensión de 5,38 millas (8,7 km), la NIC-52 juega un rol clave en la conectividad y transporte de la región.